# 錫梅奇內 (蘇梅州)
51°27′21″N 34°9′43″E / 51.45583°N 34.16194°E
錫梅奇內（烏克蘭語：Сімейчине）是位於烏克蘭東北部的村莊，由蘇梅州科諾托普區的普蒂夫利市鎮負責管轄。該村處於別留什卡河畔，距離科扎切1公里，海拔高度161米，2001年人口80。